# 第3街／傑斐遜與第3街／華盛頓站
第3街/傑斐遜與第3街/華盛頓站（英語：3rd Street/Jefferson and 3rd Street/Washington stations），是一對位於美國亞利桑那州鳳凰城鳳凰城輕鐵的車站。

## 車站設計
因為市中心道路的設計，第3街/華盛頓站只停靠前往19大道/蒙特貝羅站列車，而第3街/傑斐遜站只停靠前往梧桐徑與正街站列車。

## 鄰近地標
- 鳳凰城會議展覽中心（英語：Phoenix Convention Center）
- 鳳凰城交響樂廳（英語：Phoenix Symphony Hall）
- 全美航空中心（英語：US Airways Center）
- 大通球場（英語：Chase Field）
- 文物廣場（英語：Heritage Square）

## 站內藝術
鳳凰城輕鐵的每一個車站內都會加入一些藝術元素。在兩站內，藝術家Cliff Garten為車站設計了一盞特別的街燈。街燈比其他車站的街燈較大，代表兩站附近的大廈都是大型建築。街燈也設計得像一個燈塔。因為兩站附近的地區是一個文化中心，這個設計概念是利用街道作為引路燈，為從四方八面而來的市民引路。

## 接駁交通
| 普通巴士                 |
| ------------------------ |
| 1號                      |
| RAPID特快巴士            |
| 51號州公路線             |
| 地區穿梭巴士             |
| 下城區穿梭巴士（英語：Downtown Area Shuttle, DASH） |

## 外部連結
- 輕鐵／鳳凰城市路線圖 （英文）